# John Cournos
John Cournos (* 6. März 1881 in Schytomyr, Russisches Kaiserreich; † 27. August 1966 in New York City, USA) war ein amerikanischer Schriftsteller ukrainisch-jüdischer Herkunft. Sein Geburtsname war Iwan Grigorjewitsch Korschun (Иван Григорьевич Коршун). Der Name Cournos stammt vom Stiefvater, Bernard Cournos, den die Mutter nach ihrer Scheidung von Johns Vater heiratete.

## Leben
John Cournos wuchs in der Kleinstadt Bojarka auf, wohin die Mutter mit ihrem zweiten Mann und den Kindern zog. Die Muttersprache von John Cournos war Jiddisch. Er ging nicht zur Schule, sondern wurde zu Hause unterrichtet u. a. in Russisch, Hebräisch und Deutsch. Cournos wurde als Kind Opfer antisemitischer Hetze. Als er etwa zehn Jahre alt war, brannte das Elternhaus ab, vermutlich aufgrund von Brandstiftung. Die Familie emigrierte daraufhin in die USA nach Philadelphia. Dort ging Cournos erstmals zur Schule und lernte Englisch. Im Alter von 15 Jahren ermöglichte ihm ein Job als Laufbursche bei der Tageszeitung Philadelphia Record den Einstieg in den Journalistenberuf. In den Folgejahren machte Cournos Karriere bei dieser Zeitung und wurde US-amerikanischer Staatsbürger. 1912 übersiedelte er nach London, um dort freiberuflich als Schriftsteller zu leben. Neben seiner Tätigkeit als Reporter und Übersetzer aus dem Russischen arbeitete er in London ab 1916 an seinem ersten Roman The Mask, der als einziges seiner Werke ins Deutsche übersetzt wurde. Anfang Oktober 1917 reiste Cournos als Mitglied einer britischen Regierungskommission, die nach der Februarrevolution Kontakt zur neuen provisorischen Regierung in Russland aufnehmen wollte, nach Petrograd, kehrte aber nach Ausbruch der Oktoberrevolution überstürzt nach London zurück.
Er heiratete hier 1923 eine amerikanische Schriftstellerin namens Helen Kestner Satterthwaite und veröffentlichte weitere Romane, Essays und Kurzgeschichten. 1931 übersiedelte er mit seiner Frau wieder in die USA.

## Beziehung zur Schriftstellerin Dorothy L. Sayers
Im Jahre 1921 lernte John Cournos in Oxford Dorothy L. Sayers kennen, eine der prominentesten Autorinnen aus der Riege der „British Crime Ladies“. Es begann eine unglücklich verlaufende Liebesbeziehung zwischen den beiden, die 1922 endete. Seiner Autobiographie zufolge hielt sich Cournos das ganze Jahr 1921 in Oxford auf, doch erwähnt er Dorothy L. Sayers mit keinem Wort. Hingegen fanden sich in seinem Nachlass Briefe von Sayers aus dem Jahr 1924 an ihn, in denen sie sich ihren Trennungsschmerz und ihre Verbitterung über sein Verhalten von der Seele schreibt. Zwei der Briefe sind in der Sammlung Abschiedsbriefe von Frauen, die von der Autorin Sibylle Berg 2007 herausgebracht wurde, enthalten. John Cournos soll das Vorbild für eine von Sayers' Romanfiguren gewesen sein, nämlich für das Mordopfer in dem Roman Starkes Gift. Die Figur ist im Roman verfremdet, heißt dort Philip Boyes und ist britischstämmiger Schriftsteller.

## Werke
- Gordon Craig and the Theatre of the Future (1914)
- The Mask (1919) (Die Maske, See-Verlag, Konstanz 1923)
- London Under the Bolsheviks (1919)
- The Wall (1921?)
- Babel (1922)
- The Best British Short Stories of 1922 (als Herausgeber, 1922?)
- In Exile (1923)
- The New Candide (1924)
- Sport of Gods (1925)
- Miranda Masters (1926)
- O'Flaherty the Great (1928)
- A Modern Plutarch (1928)
- Short Stories out of Soviet Russia (1929)
- Grandmother Martin Is Murdered (1930)
- Wandering Women/The Samovar (1930)
- The Devil Is an English Gentleman (1932)
- Autobiography, G.P. Putnam's, New York 1935
- An Epistle to the Hebrews (1938)
- An Open Letter to Jews and Christians (1938)
- Hear, O Israel (1938)
- Book of Prophecy from Egyptians to Hitler (1938)
- A Boy Named John (1941)
- A Treasury of Russian Life and Humor (1943)
- Famous Modern American Novelists (1952)
- Pilgrimage to Freedom (1953; geschrieben gemeinsam mit Sybil Norton, illustriert von Rus Anderson)
- American Short Stories of the Nineteenth Century (1955: Everyman's Library)
- A Teasury of Classic Russian literature (1961)
- With Hey, Ho... and The Man with the Spats (1963)
- The Created Legend – Übersetzung eines Werks von Fyodor Sologub [Pseudonym] (unbekanntes Veröffentlichungsjahr)